# Juan Carlos Ferreyra
Juan Carlos Ferreyra (Rama Caída, Provincia de Mendoza, Argentina; 12 de septiembre de 1983) es un futbolista argentino que se desempeña como delantero. Actualmente juega en el club Huracán de San Rafael.

## Trayectoria

### San Martín de Monte Comán y Yupanqui
Comenzó su carrera en Rincón del Atuel. En 2001, debutó como jugador profesional en San Martín de Monte Comán. En la temporada 2002-03 el jugador de sanrafaelino pasó por Yupanqui donde jugó 21 partidos y marcó 12 goles. Es uno de los únicos jugadores que ha llegado tan lejos en su carrera futbolística luego de su paso por El Trapero, por el mismo motivo es tan recordado en dicho club.[cita requerida]

### Independiente Rivadavia, San Martín de Monte Comán y Almirante Brown
En 2003, regresó a su provincia y fichó por Independiente Rivadavia para disputar la primera parte del Torneo Argentino A 2003-04, jugando 6 encuentros y marcando 2 goles. Luego en 2004, regresó a San Martín de Monte Comán para disputar la Liga Sanrafaelina de Fútbol. En la temporada 2004-05 jugó en la Primera B Nacional para el club Almirante Brown donde acumuló 28 partidos y 9 goles convertidos.[cita requerida]

### Gimnasia La Plata, Deportivo Cali y Deportivo Cuenca
En 2005, tras su paso por la Fragata es fichado luego por Gimnasia y Esgrima La Plata para disputar la Primera División de Argentina.
En 2006, El Tanque dio sus primeros pasos fuera del país fichando por el Deportivo Cali de Colombia. Un año después, es contratado por el Deportivo Cuenca siendo el goleador del equipo y del torneo en ese año del club con 17 goles.

### Newell's Old Boys, Macará, y Olimpia
En 2008, tras llamar su atención es fichado por Newell's Old Boys de Rosario donde se mantiene por un año.
En 2009, retornó a Ecuador para jugar en el Macará de Ambato donde se convierte en una de las figuras de aquel equipo. De aquí va a préstamo al Club Olimpia de Paraguay donde disputó el Torneo Clausura 2010 y el Torneo Apertura 2011. En su debut con el Decano convierte 2 goles, lo cual iba captando la atención de la hinchada franjeada. En el primer Superclásico del fútbol paraguayo en la primera rueda del Torneo Clausura 2010, y el primero que él disputaría, Olimpia venía de obtener malos resultados, por lo que se estrenaba un nuevo DT, Luis Cubilla, con quién el club había ganado varios títulos internacionales. A los 15 minutos del primer tiempo, Olimpia ya ganaba por 2-0 a su eterno rival Cerro Porteño, con tantos convertidos por El Tanque. Finalmente, el partido había terminado 2-2, pero Ferreyra se había ganado el cariño y respeto de la afición olimpista. En el segundo Superclásico en la segunda rueda del Torneo Clausura 2010, volvió a marcarle un gol a Cerro Porteño, juego que terminaría empatado 1-1 y con Ferreyra elegido como Mejor Jugador del Partido. Es considerado como uno de los ídolos de la afición olimpista, en cuyo torneo acabaría siendo el goleador del mismo marcando 12 goles, compartiendo la primera posición con su compatriota argentino Roberto Nanni con la misma cantidad de goles. En diciembre de 2010, Juan Carlos fue premiado con 3 distinciones otorgadas por la APF: Mejor Jugador Extranjero en Paraguay, Goleador del Torneo Clausura y Mejor Jugador del Año. También fue elegido por el diario paraguayo Última Hora a través de una votación realizada por los lectores o usuarios mediante su sitio web, como Mejor Futbolista de la Temporada 2010.
En el 2011, aún jugando en el Olimpia por el Torneo Apertura 2011, terminaría entre los goleadores del equipo franjeado con el también delantero, el paraguayo Pablo Zeballos (13 goles), y el colombiano Vladimir Marín (8 goles), habiendo él marcado 9 goles.

### All Boys, Barcelona Sporting Club y Olimpia
A mediados del 2011, pasaría al club argentino All Boys en donde marcó 3 goles en 19 partidos.
En junio del 2012, para la segunda etapa del campeonato ecuatoriano, es contratado por el Barcelona Sporting Club de Ecuador, pedido expresamente por su entrenador, quien fuera entonces, Gustavo Costas, equipo con el que jugó la Copa Sudamericana 2012. "El Tanque" llegaba al club con un contrato de un año con opción de compra.
El 18 de enero de 2013, se confirma su vuelta al Club Olimpia. En dicho año jugando, fue una de las piezas claves para que su equipo llegue hasta la final de la Copa Libertadores de América de dicho año, convirtiendo en total 4 goles en la misma competición, 1 ante Defensor Sporting de Uruguay en fase de repechaje, 2 ante Newell's Old Boys de Rosario, en fase de grupos y 1 ante el Independiente Santa Fe colombiano en semifinales. Así el Olimpia llegaría a su 7° final de Copa Libertadores, perdiéndola con Atlético Mineiro por un resbalon de "El Tanque" después de haber superado al portero brasileño, y eso condenaria al Olimpia a perder la final por 4-3 en la tanda de penales, pero sin duda Ferreyra fue una pieza clave para la campaña realizada por su equipo, que perdió en la final.

### Botafogo, Unión Española y Gimnasia de Mendoza
En 2014, es contratado por el Botafogo de Brasil para disputar la temporada 2014 en la cual terminó descendiendo con su club. También disputó la Copa Libertadores 2014 con el Alvinegro donde formó parte del Grupo 2 y terminó último en la tabla de posiciones.
En 2015, fichó por el club chileno Unión Española para disputar Torneo Clausura 2015 donde finalizó séptimo y luego el Torneo Apertura 2015 de Chile donde terminó en la sexta ubicación. Por la Copa Chile 2015 terminó seminfinalista del torneo tras caer por 5-4 en los penales ante Colo-Colo después de haber empatado 3 a 3 en el global.
En 2016, arribó a Gimnasia y Esgrima de Mendoza para disputar el Torneo Federal A 2016. En la fecha 2, marcó su primer gol con la camiseta Blanquinegra frente al Deportivo Maipú que sirvió para contribuir en el 2:2 final.

## Estadísticas
| San Martín (MC) Argentina |               |               |     |     |    |    |    |    |     |      |      |
| 4.ª | 2001-02       | 2             | 8   | —   | —  | —  | —  | ?  | ?   | ?,?? |      |
| Total club | Total club    | ?             | ?   | 0   | 0  | 0  | 0  | ?  | ?   | ?,?? |      |
| Yupanqui Argentina |               |               |     |     |    |    |    |    |     |      |      |
| 5.ª | 2002-03       | 21            | 12  | —   | —  | —  | —  | 21 | 12  | 0,57 |      |
| Total club | Total club    | 21            | 12  | 0   | 0  | 0  | 0  | 21 | 12  | 0,57 |      |
| Independiente Rivadavia Argentina                                                                                             |               |               |     |     |    |    |    |    |     |      |      |
| 3.ª | 2003-04       | 6             | 2   | —   | —  | —  | —  | 6  | 2   | 0,33 |      |
| Total club | Total club    | 6             | 2   | 0   | 0  | 0  | 0  | 6  | 2   | 0,33 |      |
| San Martín (MC) Argentina |               |               |     |     |    |    |    |    |     |      |      |
| 5.ª | 2004          | ?             | ?   | —   | —  | —  | —  | ?  | ?   | ?,?? |      |
| Total club | Total club    | ?             | ?   | 0   | 0  | 0  | 0  | ?  | ?   | ?,?? |      |
| Almirante Brown Argentina |               |               |     |     |    |    |    |    |     |      |      |
| 3.ª | 2004-05       | 28            | 9   | —   | —  | —  | —  | 28 | 9   | 0,32 |      |
| Total club | Total club    | 28            | 9   | 0   | 0  | 0  | 0  | 28 | 9   | 0,32 |      |
| Gimnasia (LP) Argentina |               |               |     |     |    |    |    |    |     |      |      |
| 1.ª | 2005-06       | 17            | 2   | —   | —  | —  | —  | 17 | 2   | 0,12 |      |
| Total club | Total club    | 17            | 2   | 0   | 0  | 0  | 0  | 17 | 2   | 0,12 |      |
| Deportivo Cali · Colombia |               |               |     |     |    |    |    |    |     |      |      |
| 1.ª | 2006          | 11            | 3   | —   | —  | —  | —  | 11 | 3   | 0,27 |      |
| Total club | Total club    | 11            | 3   | 0   | 0  | 0  | 0  | 11 | 3   | 0,27 |      |
| Deportivo Cuenca · Ecuador |               |               |     |     |    |    |    |    |     |      |      |
| 1.ª | 2007          | 40            | 17  | —   | —  | —  | —  | 40 | 17  | 0,43 |      |
| Total club | Total club    | 40            | 17  | 0   | 0  | 0  | 0  | 40 | 17  | 0,43 |      |
| Newell's Old Boys Argentina                                                                                                   |               |               |     |     |    |    |    |    |     |      |      |
| 1.ª | 2008-C        | 12            | 2   | —   | —  | —  | —  | 12 | 2   | 0,17 |      |
| 1.ª | 2008-A        | 10            | 1   | —   | —  | —  | —  | 10 | 1   | 0,10 |      |
| Total club | Total club    | 22            | 3   | 0   | 0  | 0  | 0  | 22 | 3   | 0,14 |      |
| Macará · Ecuador |               |               |     |     |    |    |    |    |     |      |      |
| 1.ª | 2009          | 16            | 6   | —   | —  | —  | —  | 16 | 6   | 0,38 |      |
| 1.ª | 2010          | 15            | 3   | —   | —  | —  | —  | 15 | 3   | 0,20 |      |
| Total club | Total club    | 31            | 9   | 0   | 0  | 0  | 0  | 31 | 9   | 0,29 |      |
| Olimpia Paraguay |               |               |     |     |    |    |    |    |     |      |      |
| 1.ª | 2010          | 20            | 12  | —   | —  | 2  | 1  | 22 | 13  | 0,59 |      |
| 1.ª | 2011          | 22            | 9   | —   | —  | —  | —  | 22 | 9   | 0,41 |      |
| Total club | Total club    | 42            | 21  | 0   | 0  | 2  | 1  | 44 | 22  | 0,50 |      |
| All Boys Argentina |               |               |     |     |    |    |    |    |     |      |      |
| 1.ª | 2011-12       | 19            | 3   | 1   | 0  | —  | —  | 20 | 3   | 0,15 |      |
| Total club | Total club    | 19            | 3   | 1   | 0  | 0  | 0  | 20 | 3   | 0,15 |      |
| Barcelona SC · Ecuador |               |               |     |     |    |    |    |    |     |      |      |
| 1.ª | 2012          | 9             | 1   | —   | —  | 5  | 0  | 14 | 1   | 0,07 |      |
| Total club | Total club    | 9             | 1   | 0   | 0  | 5  | 0  | 14 | 1   | 0,07 |      |
| Olimpia Paraguay |               |               |     |     |    |    |    |    |     |      |      |
| 1.ª | 2013-A        | 400           | 750 | —   | —  | 13 | 4  | 31 | 10  | 0,32 |      |
| 1.ª | 2013-C        | 20            | 7   | —   | —  | —  | —  | 20 | 7   | 0,34 |      |
| Total club | Total club    | 38            | 13  | 0   | 0  | 13 | 4  | 51 | 17  | 0,33 |      |
| Botafogo · Brasil |               |               |     |     |    |    |    |    |     |      |      |
| 1.ª | 2014          | 10            | 0   | 2   | 0  | 7  | 3  | 19 | 3   | 0,16 |      |
| Total club | Total club    | 10            | 0   | 2   | 0  | 7  | 3  | 19 | 3   | 0,16 |      |
| Unión Española · Chile |               |               |     |     |    |    |    |    |     |      |      |
| 1.ª | 2015-C        | 13            | 5   | 2   | 2  | —  | —  | 15 | 7   | 0,47 |      |
| 1.ª | 2015-A        | 14            | 3   | 9   | 5  | —  | —  | 23 | 8   | 0,35 |      |
| Total club | Total club    | 27            | 8   | 11  | 7  | 0  | 0  | 38 | 15  | 0,39 |      |
| Gimnasia y Esgrima (M) Argentina                                                                                              |               |               |     |     |    |    |    |    |     |      |      |
| 3.ª | 2016          | 12            | 5   | —   | —  | —  | —  | 12 | 5   | 0,42 |      |
| Total club | Total club    | 12            | 5   | 0   | 0  | 0  | 0  | 12 | 5   | 0,42 |      |
| Rincón del Atuel Argentina |               |               |     |     |    |    |    |    |     |      |      |
| 5.ª | 2017          | ?             | ?   | —   | —  | —  | —  | ?  | ?   | ?,?? |      |
| Total club | Total club    | ?             | ?   | 0   | 0  | 0  | 0  | ?  | ?   | ?,?? |      |
| Total carrera | Total carrera | Total carrera | 341 | 750 | 14 | 7  | 27 | 8  | 382 | 123  | 0,32 |
| (1) Incluye datos de Copa Argentina, Copa de Brasil y Copa Chile. (2) Incluye datos de Copa Libertadores y Copa Sudamericana. |               |               |     |     |    |    |    |    |     |      |      |

## Palmarés

### Campeonatos nacionales
| Título  | Club      | País    | Año  |
| ------- | --------- | ------- | ---- |
| Serie A | Barcelona | Ecuador | 2012 |

### Distinciones individuales
| Distinción                                              | Año  |
| ------------------------------------------------------- | ---- |
| Goleador de la Serie A de Ecuador (17 goles).           | 2007 |
| Goleador de la Primera División de Paraguay (12 goles). | 2010 |
| Mejor jugador extranjero para la APF.                   | 2010 |